# چهارخروار
چهارخروار، روستایی از توابع بخش مرکزی شهرستان بجنورد در استان خراسان شمالی ایران است.چهارخروار دهی از دهستان باباامان است.از رودخانه و چشمه آبیاری میشود. محصولاتش غلات و بنشن است. شغل اهالی زراعت و مال داری می باشد. 

## جمعیت
این روستا در دهستان باباامان قرار دارد و براساس سرشماری مرکز آمار ایران در سال ۱۳۸۵، جمعیت آن ۴۶۰ نفر (۱۱۷خانوار) بوده‌است.

## زبان
```
مردم چهار خروار 
کرد زبان
 هستند.
[
۱
]
```